# Zenon von Sidon
Zenon von Sidon (Ζήνων ο Σιδώνιος; * ca. 150 v. Chr. in Sidon; † ca. 70 v. Chr. in Athen) war ein griechischer Philosoph, Mathematiker und Logiker.

## Leben
Zenon wird zu den bedeutendsten Spätepikureern gezählt. Er war ein Schüler des Apollodor Kepotyrannos in der epikureischen Schule, dem Kepos (Garten) in der Nähe von Athen, deren Leiter (Scholarch) er als Nachfolger Apollodors von 100 bis 75 v. Chr. war. Während seines Aufenthalts in Athen hörte ihn Cicero dort im Jahr 78/79 v. Chr. Er war ein Schüler und Bewunderer des Karneades von Kyrene, woraus sich auf seine Lebenszeit schließen lässt, da Karneades 129 v. Chr. starb.
Zenon soll umfangreiche Schriften hinterlassen haben zu den verschiedensten Themen, von denen aber kaum etwas überliefert ist. Darunter waren Werke über Logik, Erkenntnistheorie, den Unterschied der Geschlechter einschließlich unterschiedlicher Krankheiten, Probleme der epikureischen Ethik, Grammatik, Geschichte, Geographie, Literaturkritik, Rhetorik, Dichtung und Naturkunde. Näheres weiß man nur über seine Beiträge zur Mathematik und Logik. Nach Cicero und Diogenes Laertios zeichnete er sich durch Klarheit der Rede aus.
Zenons Werke und Meinungen sind genauer bekannt geworden durch Schriften seines Schülers Philodemos von Gadara, die als Teil einer philosophischen Bibliothek in der Villa dei Papiri in Herculaneum gefunden wurden (Papyrus Nr. 1065). Hier handelt es sich um Konzepte über Hypothesenbildungen und Induktionsschlüsse, an denen Zenon maßgeblich mitgewirkt hatte. In einem Dialog mit einem Stoiker verteidigt Zenon die epikureische Auffassung, alle Erkenntnis stamme aus der Erfahrung. Dabei erwähnt er auch Übergänge in den Schlussfolgerungen aufgrund von Ähnlichkeit, worin Kurt von Fritz einen Vorgriff auf die Induktionslehre von John Stuart Mill sieht.
Während Epikur zwar die Mathematik kritisierte, aber wenig Verständnis für mathematische Fragen zeigte, war Zenon auch ein kenntnisreicher Kritiker des Axiomensystems der Elemente Euklids und dessen Konsistenz, wie dem Euklid-Kommentar des Proklos zu entnehmen ist. Er griff gleich den ersten Satz (Proposition 1) der Elemente über die Konstruktion gleichseitiger Dreiecke an mit dem Argument, dass der Beweis nur gültig sei, wenn zwei Geraden nicht mehr als einen gemeinsamen Punkt haben können, was Euklid nicht als Axiom formuliert habe. Er kritisierte auch das vierte Postulat in Buch 1 der Elemente (Gleichheit rechter Winkel), da es die Konstruktion eines rechten Winkels voraussetzt, die erst später in Buch 1, Proposition 11 erfolgt. Weiterhin erwähnen Proklos und Sextus Empiricus Kritik an Euklid von einem unbenannten Epikureer, bei dem es sich wahrscheinlich auch um Zenon handelt, darunter dass es kein Axiom bei Euklid gibt, das die unendliche Teilbarkeit von Kurven sicherstellt, worauf Diskussionen erfolgen, falls man diese Annahme nicht macht, sondern kleinste Einheiten von Kurven zulässt. Mit einem weniger mathematischen Argument (das an eine ähnliche Argumentation bei Arthur Schopenhauer erinnert) werden auch die von Euklid verwendeten Kongruenzabbildungen kritisiert, nur materielle Körper könnten im Raum bewegt werden. Evert Marie Bruins meinte in den 1960er Jahren, in dieser Kritik Hinweise auf eine nichteuklidische Geometrie bei Zenon gefunden zu haben. Kurt von Fritz weist dies zurück: Es gebe keinen Hinweis, dass Zenon die von ihm formulierte Kritik, die er im Rahmen der Kritik der Epikureer an der Mathematik vorbrachte, zu einer nichteuklidischen Geometrie ausbauen wollte. Poseidonios antwortete auf Zenons Kritik mit einem ganzen Buch.